# ヴァディム・ナウモフ
ヴァディム・ナウモフ（ロシア語: Вадим Наумов、1969年4月7日 - 2025年1月29日）は、ロシア出身の男性フィギュアスケート選手。1992年アルベールビルオリンピックペア独立国家共同体代表。1994年リレハンメルオリンピックペアロシア代表。1994年世界フィギュアスケート選手権ペアチャンピオン。パートナーは妻でもあるエフゲーニヤ・シシコワ、息子は同じくフィギュアスケート選手のマキシム・ナウモフ。なお、ロシア語読みでは「ヴァヂーム・ナウーマフ」に近い。

## 経歴
- エフゲーニヤ・シシコワとペアを組む。後に2人は結婚する。
- 1994年世界フィギュアスケート選手権優勝。
- 1998年にプロ転向し、プロスケーターとして妻のシシコワとともに活動。現在はアメリカ合衆国シムスベリーでコーチをしている。
- 近年はアメリカで家族と暮らしていた。2025年1月29日、ワシントンD.C.近郊の上空で、アメリカン航空5342便と軍用ヘリが衝突し墜落した事故（アメリカン航空5342便空中衝突事故）において、5342便に乗客として搭乗していたと見られることが報道された[1][2]。翌日の1月30日、ボストン・スケートクラブ（英語版）の最高経営責任者のダグ・ゼギベは、死亡したスケート関係者14人の中にナウモフとシシコワの夫妻の両方が含まれていることを公表した[3]。55歳没。さらにその翌日となる1月31日には、ロシア外務省のザハロワ情報局長も、ナウモフを含む3人の「同胞」が死亡したと確認した[4]。

## 主な戦績
| 大会/年      | 1990-91 | 1991-92 | 1992-93 | 1993-94 | 1994-95 | 1995-96 |
| ------------ | ------- | ------- | ------- | ------- | ------- | ------- |
| オリンピック |         | 5       |         | 4       |         |         |
| 世界選手権   | 5       | 5       | 3       | 1       | 2       | 4       |
| 欧州選手権   | 3       | 3       | 3       | 2       | 3       |         |
| GPファイナル |         |         |         |         |         | 1       |